# Cowarts
Cowarts est une municipalité américaine située dans le comté de Houston en Alabama.
Selon le recensement de 2010, sa population est de 1 871 habitants. La municipalité s'étend sur 7,29 milles carrés (18,88 km2).

## Démographie
| 1970 | 1980 | 1990  | 2000  | 2010  |
| ---- | ---- | ----- | ----- | ----- |
| 350  | 418  | 1 400 | 1 546 | 1 871 |